# Letéti jegy
A letéti jegy egy hitelintézet vagy a Magyar Nemzeti Bank által kibocsátott hitelviszonyt megtestesítő, névre szóló értékpapír. A magyar jogba a 287/2001. (XII. 26.) kormányrendelet vezette be.

## Lényege
A letéti jegy kibocsátója (az adós) arra kötelezi magát, hogy az ott megjelölt – részére befizetett – pénzösszeg előre meghatározott kamatát, valamint a pénzösszeget a letéti jegy mindenkori tulajdonosának (a hitelezőnek) a megjelölt időben és módon megfizeti. A letéti jegy futamideje a kibocsátástól számított három évig terjedhet.

## Kötelező kellékei
A letéti jegynek tartalmaznia kell:
- a kibocsátó megnevezését,
- a letéti jegy névértékét, értékpapírkódját és sorszámát,
- a kamat- és beváltási (törlesztési) feltételeket,
- a letéti jegy kiállításának helyét és napját,
- a kibocsátó aláírását.

Az olyan okirat vagy adat, amelyből a megjelölt kellékek valamelyike hiányzik, nem minősül letéti jegynek.